# Hércules I de Este
Hércules I de Este (del italiano: Ercole I d’Este) (Ferrara, 26 de octubre de 1431-Ferrara, 25 de enero de 1505) fue duque de Ferrara, de Módena y Reggio de 1471 a 1505. Era miembro de la Casa de Este y apodado «El diamante» y «Viento del Norte».

## Biografía
Sus padres fueron Nicolás III de Este y Riccarda da Saluzzo. Sus abuelos maternos fueron Tomás III de Saluzzo y Margarita de Roussy. Fue educado en la corte del rey napolitano Alfonso, rey de Aragón y Nápoles entre 1445 y 1460 donde aprendió artes castrenses, los principios del gentilhombre renacentista y cierto gusto por la arquitectura all’antica y las bellas artes, marcando sin duda su futuro como uno de los más activos mecenas de las artes en el Renacimiento.

## Duque de Ferrara
En 1471 se convirtió en duque de Ferrara a la muerte de su medio hermano Borso de Este, quien le había designado como heredero al título. Se casó en 1473 con Leonor de Nápoles (22 de junio de 1450 – 11 de octubre de 1493), hija de Fernando I de Nápoles (Ferrante I de Aragón y de Carlino). Con Leonor concibió seis hijos: Alfonso, Isabel, Beatriz, Ferrante, Hipólito, Segismundo. Además tuvo dos hijos ilegítimos, Lucrecia y Giulio d'Este.
Entre 1482 y 1484 peleó contra la República Veneciana que al momento era aliada del sempiterno enemigo de Ercole, el Papa Sixto IV. La guerra de Ferrara, causada por la disputa del monopolio de la sal terminó con la Paz de Bagnolo, costándole a d'Este la cesión de Polesine. En general la guerra fue una gran revés para el duque de Ferrara quien sufrió la humillación de permanecer en cama enfermo mientras los ejércitos enemigos destruían las propiedades d'Este en los alrededores de Ferrara.
Decidido a mejorar sus relaciones con los Estados Pontificios negoció exitosamente para casar a su hijo Alfonso con Lucrecia Borgia, hija del Papa Alejandro VI.
El mecenazgo que ejerció sobre las artes fue parte de una demostración de intención político-cultural. Trató de superar los reveses militares del Ducado de Ferrara posicionándolo como un gran actor en la escena cultural de la Europa renacentista. Auspició algunas de las primeras representaciones teatrales seculares que no se habían montado en Europa desde la antigüedad. Estableció uno de los conservatorios más importantes de Europa opacando los logros del de la Capilla Sixtina en el Palacio Apostólico de la Ciudad del Vaticano. Además auspició y acogió en su corte a los más destacados músicos de Europa del norte y en especial introdujo a los compositores franco-flamencos a Italia. Comisionó numerosas obras con los más connotados compositores del Renacimiento.
El desarrollo urbanístico de Ferrara es inmenso durante el gobierno de Ercole d’Este, duplicando su tamaño y convirtiéndose en una de la concentraciones urbanas más importantes del renacimiento. Encargó al arquitecto Biagio Rossetti la extensión de la muralla de la ciudad, cercando por completo la villa dentro de su sistema defensivo.
Simpatizante de Girolamo Savonarola comisionó un testamento musical basado en la historia del monje y la obra escrita por este durante su prisión en Florencia. La meditación Infelix ego se convierte en la base del Miserere de Josquin des Prez.
Hércules de Este falleció en 1505 y fue enterrado en el monasterio del Corpus Domini, Ferrara.